# Begonia wollastonii
Espèce
Synonymes
- Begonia abyssinica Cufod.[1]
- Begonia keniensis Gilg[1]
- Begonia lebrunii Robyns & Lawalrée[1]

Begonia wollastonii est une espèce de plantes de la famille des Begoniaceae.
L'espèce fait partie de la section Rostrobegonia.
Elle a été décrite en 1908 par Edmund Gilbert Baker (1864-1949).

## Répartition géographique
Cette espèce est originaire des pays suivants : Éthiopie ; Kenya ; Tanzania ; Ouganda ; Zaire.